# 小行星5569
小行星5569（5569 Colby）是一颗绕太阳运转的小行星，为主小行星带小行星。该小行星于1974年3月22日发现。

## 轨道参数
小行星5569的轨道半长轴为2.4347860 UA，离心率为0.160。